# International Lawn Tennis Challenge de 1906
O International Lawn Tennis Challenge de 1906 foi a 6ª edição do que atualmente é conhecida como Copa Davis. As Ilhas Britânicas sagraram-se campeãs.
Como defensoras do título, as Ilhas Britânicas foram as anfitriãs da competição. No entanto, pela primeira vez, as eliminatórias não ocorreram no mesmo local. Foram no Newport Athletic Club, em Newport, no País de Gales, entre 7 e 9 de junho. A final aconteceu em Worple Road, antiga sede do All England Club, no distrito de Wimbledon, em Londres, na Inglaterra, entre 15 e 18 de junho. Os britânicos obtiveram o quatro êxito.

## Grupo Mundial
|  | Semifinais 1º de Maio | Semifinais 1º de Maio | Semifinais 1º de Maio |                |   | Final 7-9 de Junho | Final 7-9 de Junho | Final 7-9 de Junho |  |
|  |                       |                       |                       |                |   |                    |                    |                    |  |
|  | Australásia           | Australásia           | w/o                   |                |   |                    |                    |                    |  |
|  | Australásia           | Australásia           | w/o                   |                |   |                    |                    |                    |  |
|  | Áustria               |                       |                       |                |   |                    |                    |                    |  |
|  |                       | Australásia           | Australásia           | 2              |   |                    |                    |                    |  |
|  |                       |                       |                       | 2              |   |                    |                    |                    |  |
|  |                       |                       | Estados Unidos        | Estados Unidos | 3 |                    |                    |                    |  |
|  | Estados Unidos        | Estados Unidos        | Estados Unidos        | Estados Unidos | 3 | w/o                |                    |                    |  |
|  | Estados Unidos        | Estados Unidos        |                       |                |   |                    |                    |                    |  |
|  | França                |                       |                       |                |   |                    |                    |                    |  |

### Final do Grupo Mundial
Chamada de Final no original, define a equipe desafiante para a grande final.
| Estados Unidos 3 | Newport, Inglaterra 7 de junho - 9 de junho | Newport, Inglaterra 7 de junho - 9 de junho                   | Australásia 2 |     |     |     |     |  |
| \| \| \| \| 1 \| 2 \| 3 \| 4 \| 5 \| \| \| - \| \| ------------------------------------------------------------- \| --- \| --- \| --- \| --- \| --- \| \| \| 1 \| \| Holcombe Ward Leslie Poidevin \| 6 2 \| 6 4 \| 7 5 \| \| \| \| \| 2 \| \| Raymond Little Tony Wilding \| 2 6 \| 6 8 \| 1 6 \| \| \| \| \| 3 \| \| Raymond Little / Holcombe Ward Leslie Poidevin / Tony Wilding \| 7 5 \| 6 2 \| 6 4 \| \| \| \| \| 4 \| \| Holcombe Ward Tony Wilding \| 3 6 \| 6 3 \| 6 0 \| 4 6 \| 6 8 \| \| \| 5 \| \| Raymond Little Leslie Poidevin \| 6 2 \| 1 6 \| 7 5 \| 6 2 \| \| \| |                                             |                                                               |               |     |     |     |     |  |
| |                                             |                                                               | 1             | 2   | 3   | 4   | 5   |  |
| 1 |                                             | Holcombe Ward Leslie Poidevin                                 | 6 2           | 6 4 | 7 5 |     |     |  |
| 2 |                                             | Raymond Little Tony Wilding                                   | 2 6           | 6 8 | 1 6 |     |     |  |
| 3 |                                             | Raymond Little / Holcombe Ward Leslie Poidevin / Tony Wilding | 7 5           | 6 2 | 6 4 |     |     |  |
| 4 |                                             | Holcombe Ward Tony Wilding                                    | 3 6           | 6 3 | 6 0 | 4 6 | 6 8 |  |
| 5 |                                             | Raymond Little Leslie Poidevin                                | 6 2           | 1 6 | 7 5 | 6 2 |     |  |

## Final
Chamada de Challenge Round no original, define a equipe campeã. Duelo entre a campeã da edição anterior e a vencedora do Grupo Mundial.
| Grã-Bretanha 5 | Londres, Inglaterra 21 de julho - 24 de julho | Londres, Inglaterra 21 de julho - 24 de julho                    | Estados Unidos 0 |      |     |     |     |  |
| \| \| \| \| 1 \| 2 \| 3 \| 4 \| 5 \| \| \| - \| \| ---------------------------------------------------------------- \| --- \| ---- \| --- \| --- \| --- \| \| \| 1 \| \| Sidney Smith Raymond Little \| 6 4 \| 6 4 \| 6 1 \| \| \| \| \| 2 \| \| Lawrence Doherty Holcombe Ward \| 6 2 \| 8 6 \| 6 3 \| \| \| \| \| 3 \| \| Lawrence Doherty / Reggie Doherty Holcombe Ward / Raymond Little \| 3 6 \| 11 9 \| 9 7 \| 6 1 \| \| \| \| 4 \| \| Sidney Smith Holcombe Ward \| 6 1 \| 6 0 \| 6 4 \| \| \| \| \| 5 \| \| Lawrence Doherty Raymond Little \| 3 6 \| 6 3 \| 6 8 \| 6 1 \| 6 3 \| \| |                                               |                                                                  |                  |      |     |     |     |  |
| |                                               |                                                                  | 1                | 2    | 3   | 4   | 5   |  |
| 1 | Reino Unido · Estados Unidos                  | Sidney Smith Raymond Little                                      | 6 4              | 6 4  | 6 1 |     |     |  |
| 2 | Reino Unido · Estados Unidos                  | Lawrence Doherty Holcombe Ward                                   | 6 2              | 8 6  | 6 3 |     |     |  |
| 3 | Reino Unido · Estados Unidos                  | Lawrence Doherty / Reggie Doherty Holcombe Ward / Raymond Little | 3 6              | 11 9 | 9 7 | 6 1 |     |  |
| 4 | Reino Unido · Estados Unidos                  | Sidney Smith Holcombe Ward                                       | 6 1              | 6 0  | 6 4 |     |     |  |
| 5 | Reino Unido · Estados Unidos                  | Lawrence Doherty Raymond Little                                  | 3 6              | 6 3  | 6 8 | 6 1 | 6 3 |  |